# Repte Maniquí
El Mannequin Challenge (en anglès "Repte Maniquí "), és un fenomen procedent d'Internet i de les xarxes socials. És molt semblant al clàssic Quadre viu del segle xix, encara que amb tècniques de vídeo espacial, que permeten envoltar els personatges congelats, és una tendència viral de vídeo per Internet en què les persones han d'estar congelades en acció com si fossin maniquins mentre se'ls grava, generalment amb la cançó "Black Beatles" de Rae Sremmurd de fons.
Es va utilitzar el hashtag #MannequinChallenge per a les plataformes de mitjans de comunicació socials com Twitter i Instagram. Es creu que el fenomen va ser iniciat per estudiants a Jacksonville, Florida, el 12 d'octubre de 2016. La publicació inicial ha inspirat obres d'altres grups, especialment d'atletes professionals i equips esportius que han publicat vídeos cada vegada més complexes i elaborats.

## Origen
L'autoria del viral és atribuïda a una jove afroamericana i els seus companys d'un institut de Florida., l'octubre de 2016 posant immòbils com si fossin maniquís, amb la cançó de fons Black Beatles de Rae Sremmurd. Els vídeos es van multiplicar exponencialment en el si dels instituts.
Des de llavors, la jove no ha parat de rebre a la seva xarxa social peticions d'entrevistes de mitjans com la CNN o el programa d'Ellen DeGeneres. En el lapse de temps fins al dia d'avui, el repte s'ha difós a una velocitat de vertigen. I al seu torn, estilitzant tant en certs casos que frega la categoria d'obra d'art. Aquest cap de setmana, estrelles de la música com Beyoncé, diversos equips de la NBA i la NFL (en ple vol) i fins a universitats senceres s'han gravat posant com maniquís. També el televisiu rei de la viralitat digital, James Corden. A Instagram, el hashtag #mannequinchallenge ja registra més de 60.000 resultats.

## Èxit del repte
La idea va ser represa per l'equip de campanya de la candidata demòcrata Hillary Clinton, a les presidencials americanes. A continuació va ser represa per celebritats, polítics, esportistes, artistes, al començament als Estats Units, sobretot a la Casa Blanca, per acabar envaint ràpidament Europa.
Agències de notícies han comparat els vídeos en escenes de "bullet time" de pel·lícules de ciència-ficció, com The Matrix, X-Men: Dies del Futur Passat, X-Men: Apocalypse, Perduts en l'espai o Buffalo'66. Mentrestant, el caràcter participatiu del repte en les xarxes socials fa que sigui similar als mems com Makankosappo o el Harlem Shake.